# Aellopos fadus
Aellopos fadus (Sphinx fadus) é uma mariposa da família Sphingidae que ocorre na América Central e nas regiões Norte e Nordeste da América do Sul.
Na sua fase adulta, e no cerrado brasileiro, é considerada um inseto polinizador de variadas plantas nativas, sendo de hábitos diurnos. Entre 2009 a 2014 foram registradas trinta ocorrências científicas da espécie no Brasil, inclusive registrando sua presença nas áreas de cerrado como nos Parques Nacionais Chapada dos Veadeiros e Chapada Diamantina.

## Mimetismo com o beija-flor

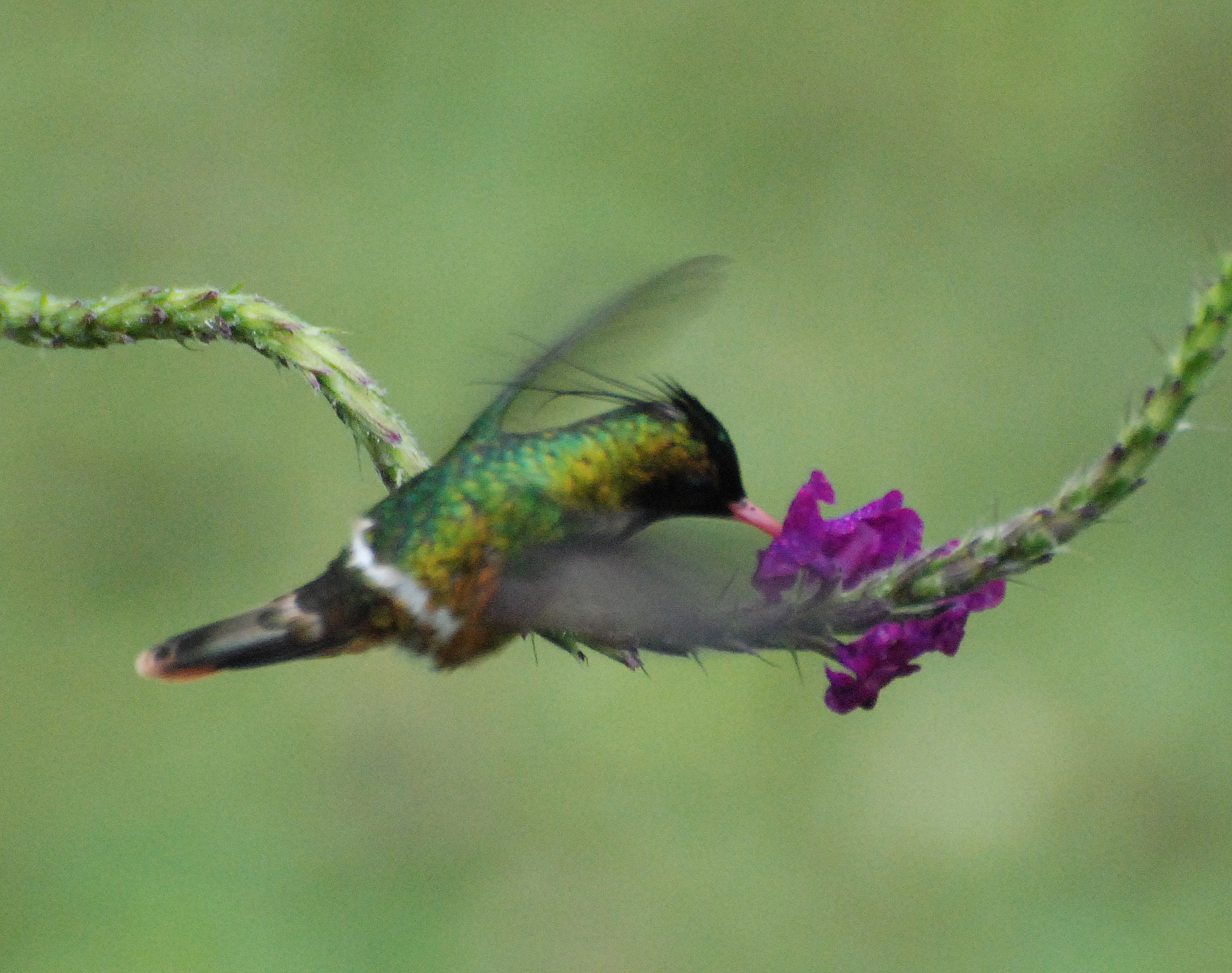
Um colibri Lophornis helenae.

A Aellopos fadus imita com sua forma e voo ao beija-flor (aves da família Trochilidae) do gênero Lophornis; para isto apresenta asas mais curtas e um corpo mais volumoso, inclusive possuindo a mesma faixa branca que existe no espécime de colibri.
Quando voa para visitar as flores seu comportamento também é bastante similar ao da ave, de forma que passa de forma eficiente aos seus predadores a impressão de não se tratar de uma mariposa, usando desta forma o mimetismo como uma estratégia positiva.
A situação enganou o naturalista Henry Walter Bates quando este matou várias dessas mariposas na região da baía do Marajó acreditando tratarem-se de beija-flores: "só depois de vários dias de experiência aprendi a distinguir um do outro quando em voo", registrou na obra de 1863 "Um Naturalista no Rio Amazonas". Em seu relato, quando o fenômeno da metamorfose ainda era quase desconhecido, mesmo "brancos estudados" acreditavam que aqueles insetos se transformariam nas aves; e, seguindo esse relato, negros e indígenas comprovavam essa ideia exibindo as "penas" na cauda da mariposa.
Ao contrário do mimetismo batesiano, onde um animal inofensivo se disfarça de outro perigoso, ou do mimetismo mülleriano em que duas espécies comungam da aparência para assim reforçarem o sinal aos predadores, neste caso o inseto se faz parecer com algo que não faça parte da dieta dos predadores. Além da lista, a probóscide da mariposa se assemelha ao bico da ave que copia, assim como a cauda, que lhe permite imitar o voo daquela, inclusive nas manobras características quando visita as flores em busca de néctar. Diante disso o biólogo Felipe Amorim propôs a existência de um novo tipo de mimetismo, em publicação na revista Ecology, de 16 de agosto de 2020.

## Caracteres
A envergadura no adulto é de 57-60 mm. O corpo é marrom com uma faixa larga e branca no abdômen. O lado superior das asas é marrom escuro e a parte superior tem duas faixas estreitas e claras. As asas traseiras têm um trecho pálido na costa e na margem interna.
Ao contrário da maioria das mariposas, que possuem hábitos noturnos, a Aellopos fadus tem vida diurna, o que impossibilita sua captura pelos estudiosos por meio de armadilhas luminosas. Machos e fêmeas possuem colorações semelhantes. Possuem uma vida breve e a postura supera os cem ovos.
Contrariamente aos adultos, na fase larval os hábitos são noturnos. Na Costa Rica, onde foram estudadas as fases iniciais em vários biomas, constatou-se que a espécie ocorre tanto nas zonas úmidas quanto nas secas; foram registradas larvas em altitudes de 90 a mais de 500 metros e adultos foram capturados numa zona acima de 1 100 metros, mas sem registro de exemplares na fase inicial.

## Fase larval
Alimenta-se, nos primeiros dias depois de eclodir, dos restos da casca do ovo e em seguida passa para a hospedeira que, em estudos realizados na Costa Rica, se dava essencialmente em espécies vegetais da família das Rubiaceae, com especial predileção pela Genipa americana, onde foram registrados maior número de exemplares coletados.
Esse ciclo dura entre vinte e cinco a trinta dias, tendo no primeiro ínstar uma cor verde que vai alterando conforme adquire maior tamanho, adquirindo a seguir um tom mais amarelado e padrões laterais coloridos (pretos e brancos), com pequenos pontos vermelhos acima das patas da frente. Ao chegar no estágio final a coloração é outra, deixando de ser esverdeada e assumindo um tom preto, com maior número de manchas vermelhas na lateral e onde haviam os pontos nesta cor tem listras brancas.
Nessa fase as lagartas podem ser atacadas por vários tipos de parasitas, que as consomem internamente na sua própria fase larval após as moscas depositarem seu ovos. Dentre as principais famílias que atacam a A. fadus constatou-se na Costa Rica as famílias Braconidae , Chalcidae, Ichneumonidae, Eulophidae e, sobretudo, em maior quantidade a Tachinidae.

## Distinção com aA. titan
Possui grande semelhança também na fase adulta com a Aelopus titan que, como ela, possui a linha característica no quarto segmento do abdome, na parte superior, bem como as duas linhas brancas que aparecem nas asas anteriores. A diferenciação se faz pela observação da linha branca externa que, no caso da A. fadus, é formada por conjuntos de pontos duplos que, no caso da A. titan, são pontos simples.
Na fase larval as semelhanças entre a A. titan são muito grandes, de igual modo com a Aellopos clavipes, especialmente nos ínstares iniciais. Entretanto, nos estágios finais, as larvas dessas outras duas espécies mantêm o tom verde, com pontos vermelhos nas laterais. Todas elas possuem um tipo de "cauda", que é conspícuo nas Sphingidae, de onde parte uma lista branca amarelada que vai até as pernas da frente.
As semelhanças entre essas três espécies por vezes é tanta que a diferenciação (e comprovação) de que são distintas se dá pela análise do DNA.

## Pupa
A fase pupar dura em média quatro dias para se consolidar, e tem início quando a lagarta, concluída a fase de alimentação, desce da hospedeira e se oculta no solo. Tem, então, duas cores somente: amarelo na lateral e avermelhado nas costas.
Uma vez iniciada a metamorfose, esta tem duração de quinze a vinte dias, quando finalmente eclode a mariposa. Nessa última fase a coloração se torna bem viva e brilhante, preta com anéis marrons.

## Espécies vegetais polinizadas pelaA. fadus
Dentre as plantas típicas do cerrado que tiveram a polinização comprovada pela A. fadus tem-se: Qualea grandiflora e as Vochysia V. cinnamomea, V. pyramidalis, V. thyrsoidea e a V. tucanorum.